# Stadtbibliothek Pankow
Die Stadtbibliothek Pankow ist ein öffentliches Bibliothekssystem in Trägerschaft des Bezirksamtes Pankow von Berlin, Abteilung Kultur, Finanzen und Personal, Amt für Weiterbildung und Kultur. Die Bibliothek weist einen Medienbestand von 353.703 auf, die im Jahr 2022 von 516.623 Besuchern 1,76 Millionen Mal entliehen wurden. Darüber hinaus organisierte die Bibliothek im gleichen Zeitraum über 2600 Veranstaltungen, Führungen und Ausstellungen.
Die Stadtbibliothek Pankow richtet weiterhin viele verschiedene Veranstaltungen, Projekte und Ausstellungen aus, deren Termine auf der Webpräsenz der Stadtbibliothek eingesehen werden können. Die Heinrich-Böll-Bibliothek, welche sich in der Greifswalder Straße im Ortsteil Prenzlauer Berg befindet, ist sogleich Bibliothek als auch Sitz der Fachbereichsleitung und Hauptverwaltung der Pankower Bibliotheken.

## Einrichtungen
Derzeit befinden sich 8 verschiedene Einrichtungen im ganzen Bezirk verteilt.
| Name/Funktion                                                          | Adresse | Namensgeber                                  | Ortsteil        | Anzahl Medien                                                          | Bild |
| ---------------------------------------------------------------------- | --- | -------------------------------------------- | --------------- | ---------------------------------------------------------------------- | ---- |
| Heinrich-Böll-Bibliothek Bezirkszentralbibliothek                      | Greifswalder Str. 87, 10409 Berlin Vor der Bibliothek steht ein Denkmal für Heinrich Böll, 1988 vom Künstler Wieland Förster geschaffen. | Heinrich Böll                                | Prenzlauer Berg | Zeitschriften, Comics, Filme, Spiele, Fremdsprachiges und, und, und... |      |
| Janusz-Korczak-Bibliothek                                              | Berliner Str. 120, 13187 Berlin | Janusz Korczak                               | Pankow          |                                                                        |      |
| Wolfdietrich-Schnurre-Bibliothek Bildungszentrum am Antonplatz         | Bizetstraße 41, 13088 Berlin | Wolfdietrich Schnurre                        | Weißensee       |                                                                        |      |
| Bettina-von-Arnim-Bibliothek                                           | Schönhauser Allee 75, 10439 Berlin | Bettina von Arnim                            | Prenzlauer Berg |                                                                        |      |
| Stadtteilbibliothek Buch                                               | Wiltbergstraße 21, 13125 Berlin | nach dem Ortsteil                            | Buch            |                                                                        |      |
| Stadtteilbibliothek Karow                                              | Achillesstraße 77, 13125 Berlin | nach dem Ortsteil                            | Karow           | u. a. Bibliothek der Dinge                                             |      |
| Bibliothek am Wasserturm Kultur- und Bildungszentrum Sebastian Haffner | Prenzlauer Allee 227/228, 10405 Berlin                                                                                                   | Wasserturm Prenzlauer Berg Sebastian Haffner | Prenzlauer Berg |                                                                        |      |
| Kurt-Tucholsky-Bibliothek Kinder- und Familienbibliothek               | Esmarchstraße 18, 10407 Berlin | Kurt Tucholsky                               | Prenzlauer Berg | u. a. Bibliothek der Dinge                                             |      |

Die Stadtbibliothek Pankow nimmt am Verbund Öffentlicher Bibliotheken Berlins (VÖBB) teil und ist an den bundesweiten Fernleihverkehr angeschlossen.

## Historisches Bibliotheksgebäude in der Berliner Straße

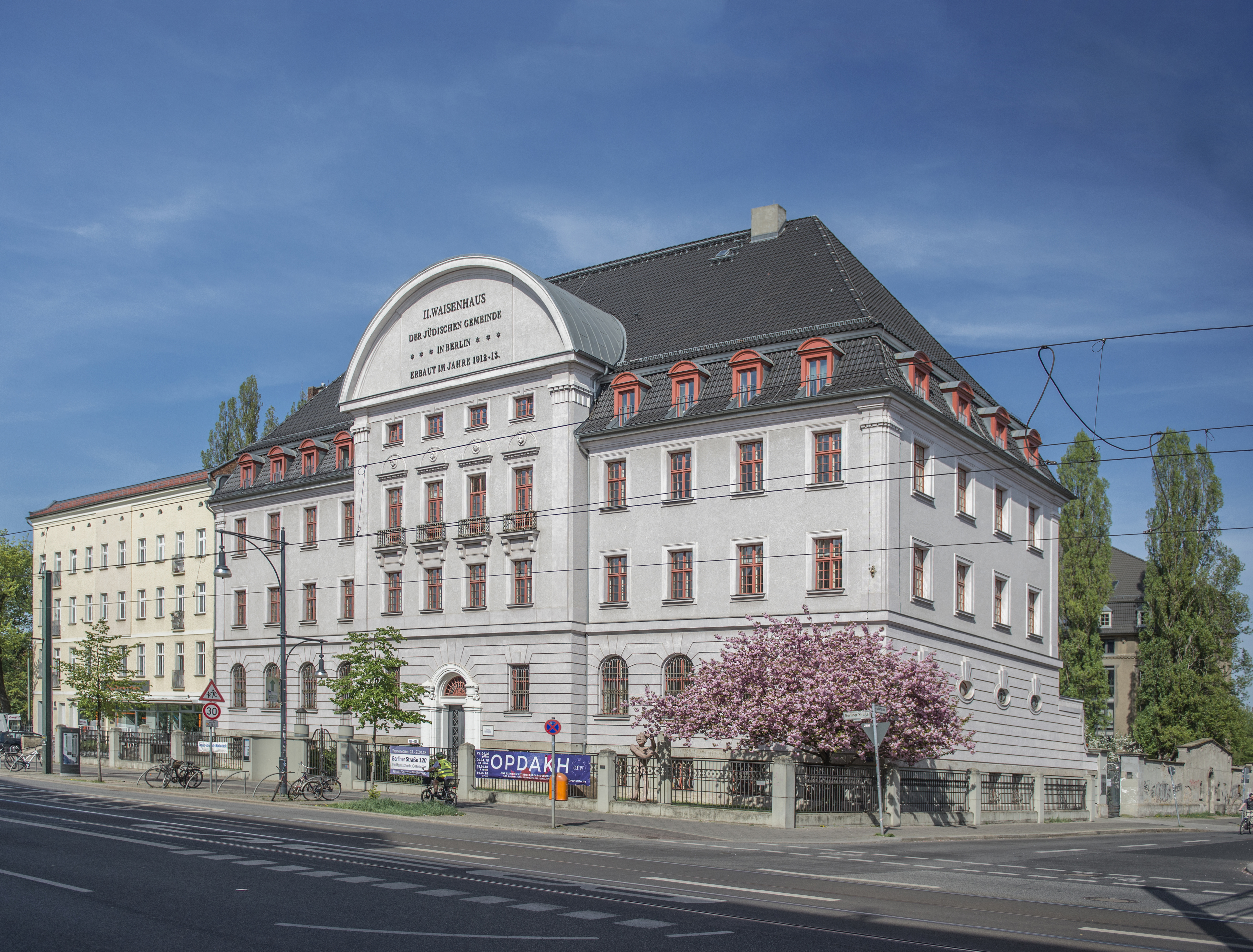
Jüdisches Waisenhaus in der Berliner Str. 121

Einige der Bibliotheksstandorte befinden sich in Gebäuden mit historischem Wert. So beherbergt ein ehemaliges jüdisches Waisenhaus in der Berliner Straße im Ortsteil Pankow die Janusz-Korczak-Bibliothek. Das neobarocke Gebäude wurde von dem 1944 im Konzentrationslager ermordeten Architekten Alexander Beer entworfen. Das Gebäude wurde in den Jahren 1912/13 gebaut und als Waisenhaus genutzt, bis es 1942 durch das NS-Regime geschlossen wurde. Nachdem das Haus von verschiedenen Institutionen und Eigentümern genutzt wurde, stand es letztendlich bis zum Aufkauf durch die Dr. Walter und Margarete Cajewitz-Stiftung leer. Die Stiftung sanierte das heruntergekommene Gebäude und vermietet einen Teil 2001 an die Janusz-Korczak-Bibliothek. Weiterhin beherbergt das Gebäude eine Schule.

## Veranstaltungen der Stadtbibliothek
In den verschiedenen Bibliotheksstandorten, welche sich im ganzen Bezirk Pankow verteilen, finden in regelmäßigen Abständen zahlreiche Projekte, Veranstaltungen und Lesungen statt. Zu den beliebtesten wiederkehrenden Veranstaltungen gehören unter anderem für die jüngere Zielgruppe:
- Instrumentenkarussell in der Stadtteilbibliothek Karow[4]
- Puppentheater in der Wolfdiedrich-Schnurre-Bibliothek[5]
- Coding in der Kurt-Tucholsky-Bibliothek[6]
- Bilderbuchkino in mehreren Bibliotheksstandorten[7].

Ebenso finden die folgenden Projekte beider älteren Zielgruppe gefallen:
- Schreibwerkstatt für Erwachsene in der Heinrich-Böll-Bibliothek
- Die Onleihe konkret in der Janus-Korczak-Bibliothek
- Welcome tour (Zweisprachig angeboten)[8]
- Autorenlesungen an verschiedenen Standorten.

Alle Angebote der Stadtbibliothek Pankow sind einsehbar auf der Webpräsenz der Stadtbibliothek Pankow.

## Projekte
Von 2011 bis 2012 wurde die Bibliothek am Wasserturm umgebaut und saniert. Es entstanden neue Räume und ein bibliothekarisches Angebot für junge Familien, insbesondere für Kinder- und Jugendliche. Kernstück des Projektes war die Erweiterung des Kinderbereiches um einen Projektraum mit „Internet-Insel“ und Platz für Gruppenarbeit und Veranstaltungen, sowie die Etablierung eines neuen, eigenen Bereiches mit einem komplett neuen Medienbestand, speziell für Jugendliche. Ferner bietet die Bibliothek nun ein erheblich größeres Angebot an Arbeitsmöglichkeiten vor Ort. Der Umbau der Bibliothek am Wasserturm wurde möglich durch eine Förderung aus dem Programm Bibliotheken im Stadtteil (BIST) des Europäischen Fonds für regionale Entwicklung (EFRE).